# Gymnophthalmidae
Gymnophthalmidae là một họ thằn lằn với chừng 250 loài, đôi lúc được gọi là spectacled lizards (thằn lằn đeo kính) trong tiếng Anh. Danh hiệu 'đeo kính' bắt nguồn từ mi mắt dưới trong suốt, giúp chúng nhìn cả khi nhắm mắt. Như hầu hết thằn lằn, mi mắt của chúng di chuyển được. Alopoglossidae được tách khỏi Gymnophthalmidae vào năm 2016.

## Hình thái và sinh thái
Gymnophthalmidae có liên quan đến Teiidae, dù chúng có bề ngoài giống rắn mối (một nhóm họ hàng xa). Đây là những loài thằn lằn nhỏ; nhiều loài có chi thoái hoá. Điều khác thường là cặp chân sau mới thoái hoá hay mất hẳn, chứ không phải cặp chân trước như đa phần thằn lằn thoái hoá chi.
Gymnophthalmidae sống trong nhiều môi trường sống, từ hoang mạc, núi đến rừng mưa, hiện diện khắp Trung Mỹ-Nam Mỹ. Trong rừng mưa, chúng là cư dân của nền rừng hay vùng ẩm ướt. Chúng hoạt động về đêm hay hoạt động đứt quãng vào ban ngày, ăn côn trùng và động vật không xương sống nhỏ khác. Tất cả loài đều đẻ trứng. Chúng náu mình và lần mò tìm mồi dưới gỗ, đá hay khối rắn khác. Vài loài còn biết lặn để trốn kẻ thù.

## Chi
- Acratosaura (2 loài)
- Adercosaurus (đơn loài)
- Alexandresaurus (đơn loài)
- Amapasaurus (đơn loài)
- Anadia (19 loài)
- Andinosaura (11 loài)
- Anotosaura (2 loài)
- Arthrosaura (7 loài)
- Bachia (31 loài)
- Calyptommatus (4 loài)
- Caparaonia (đơn loài)
- Cercosaura (16 loài)
- Colobodactylus (2 loài)
- Colobosaura (2 loài)
- Colobosauroides (2 loài)
- Dendrosauridion (đơn loài)
- Dryadosaura (đơn loài)
- Echinosaura (8 loài)
- Ecpleopus (đơn loài)
- Euspondylus (11 loài)
- Gelanesaurus (2 loài)
- Gymnophthalmus (8 loài)
- Heterodactylus (3 loài)
- Iphisa (đơn loài)
- Kaieteurosaurus (đơn loài)
- Leposoma (6 loài)
- Loxopholis (11 loài)[2]
- Macropholidus (4 loài)
- Marinussaurus (đơn loài)
- Micrablepharus (2 loài)
- Neusticurus (7 loài)
- Nothobachia (đơn loài)
- Oreosaurus (6 loài)
- Pantepuisaurus (đơn loài)
- Petracola (4 loài)
- Pholidobolus (10 loài)
- Placosoma (4 loài)
- Potamites (6 loài)
- Procellosaurinus (2 loài)
- Proctoporus (17 loài)
- Psilops (3 loài)
- Rhachisaurus (đơn loài)
- Riama (15 loài)
- Riolama (4 loài)
- Rondonops (2 loài)
- Scriptosaura (đơn loài)
- Selvasaura (đơn loài)
- Stenolepis (đơn loài)
- Tretioscincus (3 loài)
- Vanzosaura (3 loài)
- Yanomamia (2 loài)